# Paranotoreas fulva
Paranotoreas fulva là một loài bướm đêm trong họ Geometridae.